# بکار (یمن)
 بکار  روستایی باستانی در (عزلهٔ زرجة)، از توابع استان اَبیَن در کشور یمن در شبه جزیره عربستان است. 
در این روستا آثار باستانی گوناگون از دوران ملوک : دولت قتبان، و معین ، 
، و سبا، و حِمیر برجای مانده‌است.

## جمعیت
جمعیت آن( ۲۰۱۲۰ ) نفر (۱۷۰ خانوار) می‌باشد.